# Karin Lambrecht
Karin Marilin Haessler Lambrecht (Porto Alegre, 21 de enero de 1957), conocida por su nombre artístico Karin Lambrecht, es una pintora, diseñadora, grabadora y escultora brasileña.
Por parte de su padre tiene ascendencia alemana, mientras que su madre proviene de Austria, quienes migraron a Porto Alegre entre 1910 y 1920, instalándose en el barrio de Higienópolis.
Entre 1973 y 1976, estudió en el Atelier Livre da Prefeitura Municipal de Porto Alegre. Entre 1977 y 1978 estudió la técnica del grabado con el artista Danúbio Gonçalves. En 1979 obtiene un grado en grabado y diseño por el Instituto de Artes de la Universidad Federal de Río Grande del Sur. También estudió pintura con Raimund Girke en la Escuela Superior de las Artes de Zúrich.
Participó en las ediciones de 1985, 1987 y 2002 de la Bienal de São Paulo y, en 2005, en la quinta Bienal del Mercosur.
Desde muy temprano en su obra renunció al uso de lienzo y bastidor en su pintura, incorporando además surcidos y parches. En su obra tiende al uso de pigmentos brillantes elaborados por ella misma, trazos gruesos, madera quemada y materiales orgánicos: sangre, tierra y carbón.